# لوري سيغال
لوري سيغال (ولدت 9 مارس 1928م) روائية ومترجمة ومدرّسة وكاتبة أدب الأطفال أمريكية ساكنة في نيويورك. كانت روايتها "Shakespeare's Kitchen" على قائمة آخر المرشحين لجائزة البوليتزر عام 2008م.

## حياتها
ولدت سيغال في فيينا، النمسا  في عائلة من الطبقة المتوسطة. كانت طفلة وحيدة وكان والدها محاسب المصرف وكانت والدتها ربة منزل. تصف روايتها "Other People's Houses" طفولتها كطفلة في الدفعة الأولى من "Kindertransport" (عملية إنقاذ الأطفال اللاجئين) للبحث عن مكان آمن في إنكلترا.

## وصلات خارجية
- لوري سيغال على موقع IMDb (الإنجليزية)